# بريتش ايروسبيس هارير الثانية
الطائرة بريتش ايروسبيس هارير الثانية (بالإنجليزية: British Aerospace Harrier II)‏ هي طائرة إقلاع وهبوط عمودي/قصير (ف/ستول) من الجيل الثاني من عائلة طائرات هارير جامب جيت استخدمها سلاح الجو الملكي سابقًا ما بين (2006-2010)، والبحرية الملكية. هي طائرة مستمدة من الطائرة ايه في - 8 بي هارير الثانية، والتي بدورها تطوير للطائرة هوكر سايدلي هارير وانتجت بريتش ايروسبيس هارير الثانية في 3 طرازات وهم (GR5 / GR7 / GR9). جميع طرازاتها لعب دور المهاجمة الخفيفة أو مقاتله متعددة الأغراض، وفي الأغلب كانت متمركزة على حاملات الطائرات. بعد مراجعة لجنه الدفاع البريطانية، توقفت الهارير الثانية عن الخدمة في جميع ادوارها منذ بداية ديسمبر 2010.
خدمت الطائرة بطارزها GR7 في قصف الناتو ليوغوسلافيا عام 1999، ولعبت دور رئيسي مع القوات البريطانية في عملية تليك في غزو العراق عام 2003 وحتى انساحبها. خدمت ايضًا في ضرب القوات طالبان في أفغانستان عام 2005، ومع قوات المساعدة الدولية لإرساء الأمن في أفغانستان (ايساف) منذ عام 2006 في دعم القوات الأرضية في جنوب أفغانستان حيث كان لها دور أساسي.

## المستخدمون
المملكة المتحدة
- سلاح الجو الملكي (1989–2011)
  - السرب رقم.1
  - السرب رقم.3 (حتى 2006)
  - السرب رقم.4
  - السرب رقم.20 (حتى 2010)
  - وحدة تقييم عمليات الهجوم الضارب بسلاح الجو الملكى
- البحرية الملكية أسطول الذراع الجوى
  - سرب البحرية الجوى رقم 800 (2006–2007, 2010)
  - ذراع البحرية الضارب (2007–2010)

## الثقافة العامة
مواصفات وصفات طائرات عائلة الهارير الخاصة أدت بها للظهور في عدد من الأفلام وبرامج محاكيات الطيران.

### طائرات مناظرة
- إف-35 لايتنيغ الثانية
- ياكوفليف ياك-38